# Randers (gemeente)
Randers is een gemeente in de Deense regio Midden-Jutland. De gemeente telt 98.118 inwoners (2017), waarvan meer dan de helft in de stad Randers.
Bij de herindeling van 2007 werden de volgende gemeentes bij Randers gevoegd: Langå, Mariager, Nørhald, Purhus en Sønderhald.

## Plaatsen in de gemeente
| - Albæk - Ålum - Asferg - Assentoft - Dalbyover - Enslev - Fårup - Gassum - Gimming - Gjerlev - Hald - Harridslev - Haslund - Havndal - Helstrup - Hørning - Langå - Linde | - Mejlby - Mellerup - Over Hornbæk - Øster Bjerregrav - Øster Tørslev - Paderup - Randers - Råsted - Støvring - Sønderbæk - Spentrup - Stevnstrup - Tånum - Tvede - Udbyhøj Vasehuse - Uggelhuse - Værum |

Aarhus · Favrskov · Hedensted · Herning · Holstebro · Horsens · Ikast-Brande · Lemvig · Norddjurs · Odder · Randers · Ringkøbing-Skjern · Samsø · Silkeborg · Skanderborg · Skive · Struer · Syddjurs · Viborg
- International Standard Name Identifier: 0000 0004 0627 0677
- MusicBrainz: 393d9cf4-bcab-4b31-ad4d-90176dd4fa87